# Yuhua (Shijiazhuang)

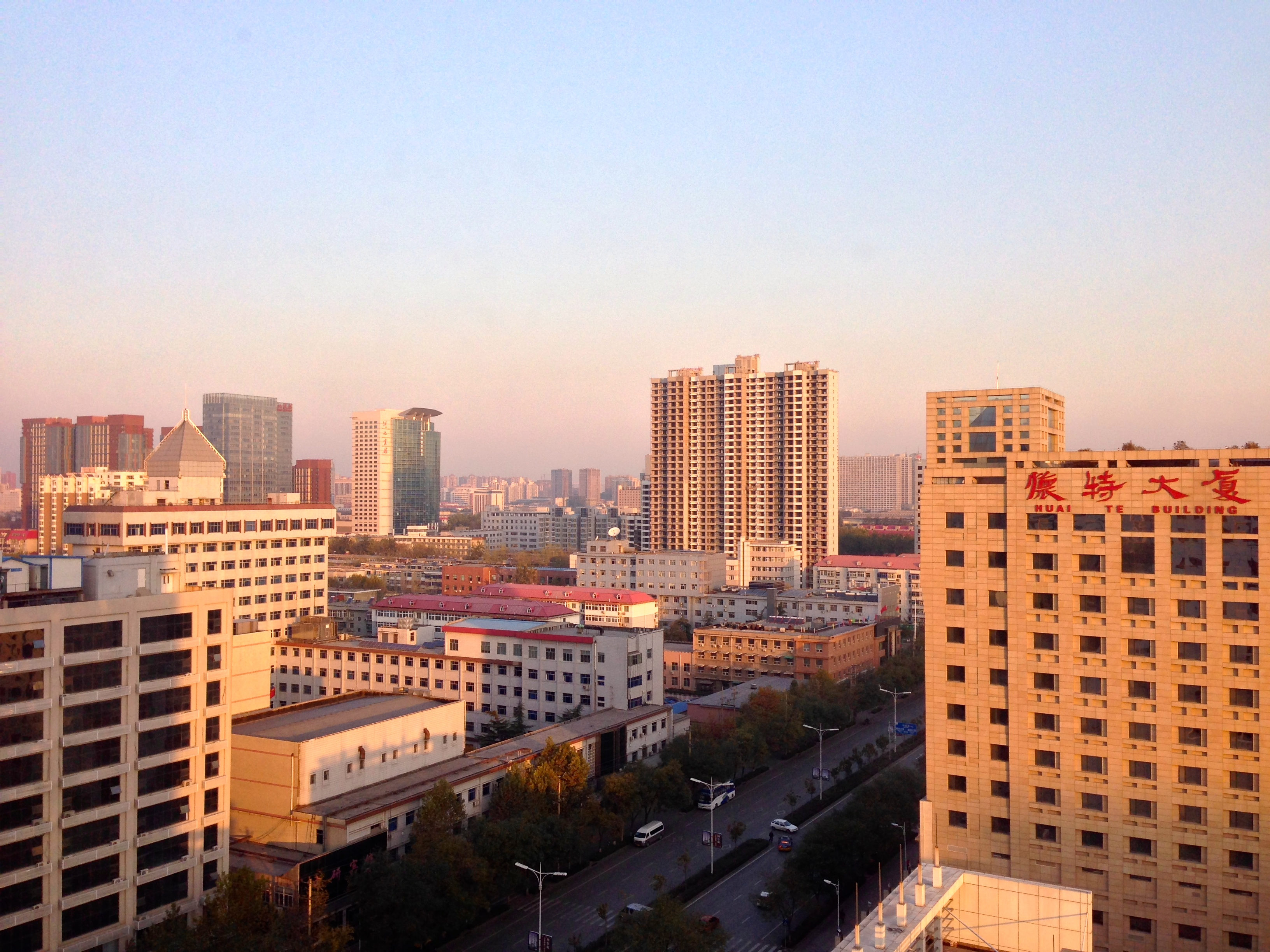
Yuhua (Shijiazhuang)

Yuhua (chinesisch 裕华区, Pinyin Yùhuá Qū) ist ein chinesischer Stadtbezirk der bezirksfreien Stadt Shijiazhuang der Provinz Hebei. Er hat eine Fläche von 107,2 km² und zählt 628.572 Einwohner (Stand: Zensus 2010).

## Administrative Gliederung
Auf Gemeindeebene setzt sich der Stadtbezirk aus acht Straßenvierteln und zwei Großgemeinden zusammen. 